# Maik Priebe
Maik Priebe (* 1977 in Schwerin) ist ein deutscher Theater- und Filmregisseur.

## Leben
Nach dem Abitur am Goethe-Gymnasium Schwerin 1996 arbeitete Priebe unter anderem als Hospitant, Souffleur, Regieassistent und Inspizient am Mecklenburgischen Staatstheater Schwerin, bevor er an der Hochschule für Schauspielkunst „Ernst Busch“ Berlin sein Regiestudium absolvierte.
Begegnungen unter anderen mit Martin Meltke, Peter Zadek, Christoph Marthaler, Manfred Karge und Christoph Schlingensief waren prägend für seinen Werdegang. Er gründete das Theater Agon, das zeitweilig seinen festen Spielort in Schwerin hatte. Er realisierte Arbeiten am Staatstheater Kassel, beim Schauspiel Essen, am Theater Ingolstadt, am Deutschen Nationaltheater Weimar, am Staatstheater Nürnberg, am neuen theater Halle, an den Städtischen Bühnen Münster, am Staatstheater Augsburg, am dramagraz, am Maxim-Gorki-Theater, Hans-Otto-Theater Potsdam und am Wiener Burgtheater.
Maik Priebe arbeitet außerdem als Gastdozent an der Hochschule für Schauspielkunst „Ernst Busch“ Berlin, der Hochschule für Musik und Theater „Felix Mendelssohn Bartholdy“ Leipzig, der Universität der Künste Berlin sowie an der Hochschule für Musik und Theater Rostock. 
Im Rahmen des Berliner Theatertreffens 2004 nahm er am Forum Junger Bühnenangehöriger teil.
Er war Stipendiat am Schloss Solitude in Kooperation mit dem Staatsschauspiel Stuttgart.
In Zusammenarbeit mit dem NDR hat Maik Priebe unterschiedliche Regiearbeiten für Dokumentationen realisiert.

## Inszenierungen (Auswahl)
- 2020 Wir sind auch nur ein Volk, nach Drehbüchern von Jurek Becker, Hans-Otto-Theater Potsdam
- 2019 Der Tod eines Handlungsreisenden, Arthur Miller, Staatstheater Kassel
- 2019 Stories (DSE), Nina Raine, Staatstheater Kassel
- 2018 Tot sind wir nicht (UA), Svenja Viola Bungarten, Theater Münster
- 2018 Discoteca Paraiso / Try Out, Roland Schimmelpfennig, HMT Rostock
- 2018 Emilia Galotti, Lessing, Deutsches Theater Göttingen
- 2017: Die Ratten, Staatstheater Kassel
- 2017 Der gute Mensch von Sezuan, Brecht, Schauspiel Wuppertal
- 2017: Martin Luther & Thomas Münzer oder Die Einführung der Buchhaltung, Stadttheater Augsburg
- 2025: Wege übers Land im Landestheater Neustrelitz

## Auszeichnungen
- Für seine Diplominszenierung Sallinger von Bernard Marie Koltés am bat-Studiotheater wurde Maik Priebe mit dem Günther-Rühle-Preis 2008 ausgezeichnet.
- Für Osbornes Blick zurück im Zorn am Staatstheater Kassel erhielt er den Kurt-Hübner-Regiepreis 2008 (der mit dem Eysoldt-Ring verbundene Förderpreis für junge Regisseure) der Akademie Darstellender Künste.
- Für Zellers Kasper Häuser Meer, entstanden 2010 am Deutschen Nationaltheater Weimar, erhielt er eine Nennung in der Kategorie Inszenierung des Jahres der Kritikerumfrage der Deutschen Bühne.
- Publikumspreis 2015 für WERTHER (Theater Magdeburg), Akademie Darstellender Künste / Woche junger Schauspieler